# ريسكيوس سور كورس
ريسكيوس سور كورس (بالفرنسية: Recques-sur-Course)‏ هي بلدية تقع في إقليم باد كاليه من منطقة نور با دو كاليه في شمال فرنسا. تبلغ مساحة هذه المدينة 4.83 (كم²)، وترتفع عن سطح البحر 54 م، يبلغ عدد سكانها 282 نسمة حسب إحصاء المعهد الوطني للإحصاء والدراسات الاقتصادية سنة 2009 م. وترأس Claudine Pruvost البلدية خلال فترة (2001-2008).